# NGC 5077
NGC 5077 is een elliptisch sterrenstelsel in het sterrenbeeld Maagd. Het hemelobject werd op 11 mei 1784 ontdekt door de Duits-Britse astronoom William Herschel.

## Synoniemen
- MCG -2-34-27
- UGCA 347
- PGC 46456